# ダニルソン・コルドバ
ルイス・ダニルソン・コルドバ・ロドリゲス（スペイン語: Luis Danilson Córdoba Rodríguez、1986年9月6日 - ）は、コロンビア・キブド出身の元プロサッカー選手。ポジションはミッドフィールダー。日本での登録名はダニルソン。

## 経歴

### インデペンディエンテ・メデジン
コロンビア西部、チョコ県の県都キブドに生まれる。父親は体育教師、兄のフラビオ・コルドバもプロサッカー選手というスポーツ一家に育った。14歳の頃スカウトの目に止まり、キブドを離れコロンビアリーグのインデペンディエンテ・メデジンのユースチームへ入団した。
2006年、17歳でトップチームへ昇格してプロデビュー。2年目の2007年には、同じくエスタディオ・アタナシオ・ヒラルドを本拠地とするアトレティコ・ナシオナルとのダービーマッチで決勝点をあげる活躍を見せた。同年コロンビア代表にも選出され、5月9日パナマ市のエスタディオ・ロンメル・フェルナンデスにて行われたパナマ代表との親善試合（4対0で勝利）で初キャップを記録した。

### コンサドーレ札幌
2009年にJ2・コンサドーレ札幌に完全移籍で入団。強化部長の三上大勝はコロンビアへ2度ほど視察に行き、抜群の存在感を見せるダニルソンを早い段階で注目していたという。また、この移籍に伴い支払われる移籍金は、札幌としては高額の5000万円と報道された。クラブは直前にエースストライカーのダヴィを3億円という高額で名古屋グランパスに売却しており、移籍金はこの中から充てられたものとみられる。
札幌に新加入当初の2008年12月の時点での登録名はダニウソンだったが、翌年の1月9日には、よりスペイン語の発音に近いダニルソンに変更された。日本での公式戦初ゴールは4月29日のJ2リーグ・愛媛FC戦で、クライトンのラストパスを左足で決めた。
監督の石崎信弘が標榜する「攻守を素早く切り替えるサッカー」を実践するためのキーパーソン として大きな期待をかけられたダニルソンだったが、合宿中の怪我もあり、開幕当初の貢献度に石崎は不満をもらしていた。しかし徐々に攻守両面において成長のあとが見られ、シーズン序盤「シンプルにやるということを理解してほしい」 と辛口であった石崎のダニルソン評は次第に軟化していった。シーズン終盤、11月23日のFC岐阜戦では、厳しいマークを受けながらミドルシュートで2得点を奪う活躍を見せ、J's GOALにて「ダニルソンは役者が違った」との記事が掲載された。
石崎は「開幕時はミスばかりだったが、だいぶ良くなった」とシーズンを通じての成長を認め、中心選手となったダニルソンにクラブは7億円とも言われる高額の違約金を設定した。石崎は翌シーズンもダニルソンを中心とした戦力構想を描いていたが、スポンサー撤退によるクラブの財政悪化により、放出容認の方針となった。

### 名古屋グランパス
2009シーズンを終え、札幌は名古屋グランパス、ガンバ大阪、大宮アルディージャの3クラブからダニルソン獲得の打診を受ける。その後、補強をサイドハーフに絞ったG大阪が撤退し、レンタル料等の条件面で大宮を上回った名古屋への期限付き移籍が2010年1月4日に発表された。年俸は3000万円ほどとみられる。
移籍当初は戦術に馴染めず、プレシーズンマッチでのプレーには戸惑いが見えた。地元紙中日スポーツには愛知東邦大学サッカー部監督の藤川久孝から「どこで何をしていいのか分からず、ピッチで迷っている感じを受けた」とのコメントが寄せられた。戦術理解に苦しみシーズン開幕後もベンチスタートが多かったが、カップ戦要員として出場しつつ周囲への理解を深めていった。
ワールドカップでの中断を挟んだリーグ戦再開後はレギュラーに定着。4-3-3のアンカー役としてチームの中盤守備を一手に担い、名古屋の初優勝に貢献。2010シーズンのベストイレブンに選出された。
シーズン終了後は右第5中足骨の疲労骨折の検査と治療のため、天皇杯には参加せずにコロンビアへ帰国。12月13日、名古屋はダニルソンとのレンタル契約を1年間延長した。2012年、完全移籍。2015年シーズン限りで名古屋を退団した。

### アビスパ福岡
2016年1月29日にJ1アビスパ福岡と契約したことが発表された。福岡加入後、FBSの番組でアビスパを特集した番組内で、2009年札幌在籍時に福岡と対戦した際、自身を退場に追い込んだ元福岡MF中払大介と再会。7年越しに和解の握手を交わした。2017年5月、急遽家庭の事情により福岡を退団した。

## プレースタイル
技術的には粗削りながら、100メートル10秒台のスピードを生かした守備範囲の広さ と強靭なフィジカル を売りに、中盤の底、またはサイドのミッドフィールダーとして攻守の切替役を担う。札幌時代に指導をした石崎信弘は「すごい。天性のものだろう」と反転するスピードを絶賛し、札幌時代のフィジカルコーチの石栗建は「初速はエメルソンに近い。加速力はエムボマに近い。エムボマよりスタートの速さがある」と絶賛した。名古屋時代に指揮を執ったドラガン・ストイコビッチ監督もその守備力を「2人分以上の働き」と表現し、「パーフェクトではないが、我々の中盤の選手のなかでは本当に重要な選手」と高い評価を与えている。
しかしその反面、粗い守備からイエローカードを受けることも多く、石崎からカードの多さやボールを奪う際の技術について苦言を呈されたこともあった。
また、「チャンスがあれば狙っている」というミドルシュートも持ち味の一つ。札幌への加入直後、キャンプ中に行われた練習試合FC東京戦では、ミドルシュートとフリーキックで2ゴールを奪う。ミドルシュートは25メートルほどの距離からのブレ球で、東京ゴールキーパーの権田修一は一歩も動くことが出来なかった。名古屋のGMを務める久米一正は「一人だけシュートの音が違う」とそのシュート力を表現している。また、利き足ではない右足でも迫力のあるシュートを見せる。

## 人物
前述の激しいプレースタイルに加え、長髪を編みこみ、腕に刺青を彫りこんだその風貌とは対照的に「まじめでおとなしい」性格と評される。休日も出歩くより家で過ごすことを好み、自らの性格を小心者、物静といった言葉で表している。

## 個人成績
| 国内大会個人成績 | 国内大会個人成績     | 国内大会個人成績 | 国内大会個人成績 | 国内大会個人成績 | 国内大会個人成績 | 国内大会個人成績 | 国内大会個人成績 | 国内大会個人成績 | 国内大会個人成績 | 国内大会個人成績 | 国内大会個人成績 |
| 年度             | クラブ               | 背番号           | リーグ           | リーグ戦         | リーグ戦         | リーグ杯         | リーグ杯         | オープン杯       | オープン杯       | 期間通算         | 期間通算         |
| 年度             | クラブ               | 背番号           | リーグ           | 出場             | 得点             | 出場             | 得点             | 出場             | 得点             | 出場             | 得点             |
| コロンビア       | コロンビア           | コロンビア       | コロンビア       | リーグ戦         | リーグ戦         | リーグ杯         | リーグ杯         | オープン杯       | オープン杯       | 期間通算         | 期間通算         |
| ---------------- | -------------------- | ---------------- | ---------------- | ---------------- | ---------------- | ---------------- | ---------------- | ---------------- | ---------------- | ---------------- | ---------------- |
| 2004             | インデペンディエンテ |                  | プリメーラA      | 16               | 0                |                  |                  | -                | -                |                  |                  |
| 2005             | インデペンディエンテ | 16               | プリメーラA      | 0                |                  |                  | -                | -                |                  |                  |                  |
| 2006             | インデペンディエンテ | 8                | プリメーラA      | 29               | 2                |                  |                  | -                | -                |                  |                  |
| 2007             | インデペンディエンテ | 8                | プリメーラA      | 31               | 1                |                  |                  | -                | -                |                  |                  |
| 2008             | インデペンディエンテ | 8                | プリメーラA      | 39               | 4                |                  |                  | -                | -                |                  |                  |
| 日本             | 日本                 | 日本             | 日本             | リーグ戦         | リーグ戦         | リーグ杯         | リーグ杯         | 天皇杯           | 天皇杯           | 期間通算         | 期間通算         |
| 2009             | 札幌                 | 14               | J2               | 41               | 6                | -                | -                | 2                | 0                | 43               | 6                |
| 2010             | 名古屋               | 20               | J1               | 26               | 4                | 5                | 0                | 1                | 0                | 32               | 4                |
| 2011             | 名古屋               | 20               | J1               | 23               | 0                | 0                | 0                | 2                | 0                | 25               | 0                |
| 2012             | 名古屋               | 20               | J1               | 27               | 3                | 2                | 0                | 3                | 0                | 32               | 3                |
| 2013             | 名古屋               | 20               | J1               | 29               | 0                | 6                | 0                | 1                | 0                | 36               | 0                |
| 2014             | 名古屋               | 8                | J1               | 27               | 1                | 4                | 0                | 3                | 0                | 34               | 1                |
| 2015             | 名古屋               | 8                | J1               | 12               | 0                | 3                | 0                | 1                | 0                | 16               | 0                |
| 2016             | 福岡                 | 6                | J1               | 17               | 0                | 3                | 0                | 0                | 0                | 20               | 0                |
| 2017             | 福岡                 | 6                | J2               | 3                | 0                | -                | -                | -                | -                | 3                | 0                |
| 通算             | コロンビア           | コロンビア       | プリメーラA      | 131              | 7                |                  |                  | -                | -                |                  |                  |
| 通算             | 日本                 | 日本             | J1               | 161              | 8                | 23               | 0                | 11               | 0                | 195              | 8                |
| 通算             | 日本                 | 日本             | J2               | 44               | 6                | -                | -                | 2                | 0                | 46               | 6                |
| 総通算           | 総通算               | 総通算           | 総通算           | 336              | 21               | 23               | 0                | 13               | 0                |                  |                  |

| 国際大会個人成績 | 国際大会個人成績 | 国際大会個人成績 | 国際大会個人成績 | 国際大会個人成績 |
| 年度             | クラブ           | 背番号           | 出場             | 得点             |
| AFC              | AFC              | AFC              | ACL              | ACL              |
| ---------------- | ---------------- | ---------------- | ---------------- | ---------------- |
| 2011             | 名古屋           | 20               | 1                | 0                |
| 2012             | 名古屋           | 20               | 6                | 0                |
| 通算             | AFC              | AFC              | 7                | 0                |

## 代表歴
- コロンビア代表
  - 2007年5月9日 - A代表初出場 (パナマ代表戦)[6][7]

### 試合数
- 国際Aマッチ 3試合（2007年-2008年）[45]

| コロンビア代表 | 国際Aマッチ | 国際Aマッチ |
| 年             | 出場        | 得点        |
| -------------- | ----------- | ----------- |
| 2007           | 2           | 0           |
| 2008           | 1           | 0           |
| 通算           | 3           | 0           |

## タイトル
インデペンディエンテ・メデジン
- カテゴリア・プリメーラA：1回（2004前期）

名古屋グランパスエイト
- J1リーグ：1回（2010）
- FUJI XEROX SUPER CUP：1回（2011）

個人
- Jリーグベストイレブン：1回（2010）